# 2021年の野球
2021年の野球（2021ねんのやきゅう）では、2021年の野球界における動向をまとめる。
2020年の野球 - 2021年の野球 - 2022年の野球

## 出来事

### 1月
- 4日 - 【独立・四国アイランドリーグplus】香川オリーブガイナーズは、選手兼任の投手コーチとして、元東京ヤクルトスワローズの近藤一樹の入団ならびに就任を発表した[1]。
- 6日 - 【独立・九州アジアリーグ】火の国サラマンダーズは、選手兼任コーチとして、元福岡ソフトバンクホークスの吉村裕基の入団ならびにコーチ就任を発表した[2]。
- 13日 - 【独立・九州アジアリーグ】大分B-リングスは、選手兼任コーチとして、元オリックス・バファローズの白崎浩之の入団ならびにコーチ就任を発表した[3]。
- 14日 - 【表彰】野球殿堂博物館より今年度の野球殿堂顕彰者が発表され、競技者部門の選出者はなかったが、特別表彰部門で川島勝司（元アマチュア野球日本代表監督）と佐山和夫（ノンフィクション作家）が選出された[4][5][6]。
- 15日
  - 【独立・ルートインBCリーグ】栃木ゴールデンブレーブスは、バッテリーコーチとして元北海道日本ハムファイターズの黒羽根利規の就任を発表[7]。
  - 【独立・ルートインBCリーグ】石川ミリオンスターズは、野手コーチとして元オリックス・バファローズコーチの後藤光尊の就任を発表[8]。
- 18日 - 【大学野球・首都大学野球連盟】東海大学硬式野球部は、昨年に部員の大麻使用が発覚したことで監督を引責辞任した安藤強の後任として、東海大OBで元日本生命監督の井尻陽久が就任すると発表した。また同じく部長を辞任した伊藤栄治の後任には、内山秀一が就任する[9]。
- 22日 - 【独立・四国アイランドリーグplus】愛媛マンダリンパイレーツは、武藤孝司の3年ぶりの野手コーチ復帰と、元阪神タイガースの伊藤隼太の選手兼任野手コーチ就任をそれぞれ発表した[10][11]。
- 25日 - 【独立・四国アイランドリーグplus】徳島インディゴソックスは、球団戦略アドバイザー兼コーチとして、元オリックス・バファローズ二軍監督の岡本哲司の就任を発表した[12]。

### 2月
- 2日 - 【独立・ルートインBCリーグ】 福井ワイルドラプターズは、選手兼任コーチとして元東北楽天ゴールデンイーグルスの中村和希の入団および就任を発表した[13]。
- 18日 - 【独立・ルートインBCリーグ】 信濃グランセローズは、元東京ヤクルトスワローズ選手で、香川オリーブガイナーズでコーチを務めた伊藤秀範の投手コーチ就任を発表した[14]。
- 19日 - 【高校野球】日本高等学校野球連盟はこの日の理事会に於いて、選抜高等学校野球大会、全国高等学校野球選手権大会などの主要大会及び各都道府県公式大会の決勝戦でも延長戦タイブレーク方式を導入することを決定。この新規定は3月に開催される予定の第93回選抜高等学校野球大会から適用する[15]。
- 25日 - 【独立・日本独立リーグ野球機構】日本独立リーグ野球機構 (IPBL)は、九州アジアプロ野球リーグ（旧・九州独立プロ野球リーグ）の加盟を承認したと発表した[16]。

### 3月
- 1日 - 【独立・日本独立リーグ野球機構】日本独立リーグ野球機構は、加盟各リーグと準加盟の琉球ブルーオーシャンズが公式戦で使用する統一球を採用したと発表した[17]。
- 5日 - 【KBO】SKワイバーンズをSKグループから買収した新世界グループが、球団の名称をSSGランダースに改称することを発表した[18]。
- 9日 - 【独立・九州アジアリーグ】九州アジアプロ野球機構は、今年開幕するリーグの呼称を「九州アジアリーグ」（略称KAL）に統一することを発表した[19]。
- 15日 - 【日本女子プロ野球】日本女子プロ野球機構は、所属選手の不足により、2021年シーズンは公式戦を実施しないことを発表[20]。
- 20日 - 【独立・九州アジアリーグ】藤崎台県営野球場で開幕セレモニーを実施[21]。本来は火の国サラマンダーズ対大分B-リングスの開幕戦が予定されていたが雨によるコンディション不良で中止となった[21]。
- 27日 - 【独立・九州アジアリーグ】リーグの開幕戦となる大分対火の国の試合が佐伯総合運動公園野球場（佐伯中央病院スタジアム）で開催され、火の国が3対2で初勝利を飾った[22]。

### 4月
- 1日 - 【高校野球】第93回選抜高等学校野球大会で、東海大相模が明豊に3対2で勝利し2011年春（第83回）以来10年ぶり3度目の優勝[23]。
- 21日 - 【独立・四国アイランドリーグplus】 愛媛マンダリンパイレーツは、愛媛県の新型コロナウイルス感染症に関する「感染対策期」の期間延長決定を受けて、4月23日より5月16日までの主催9試合を無観客で実施すると発表[24]。
- 28日 - 【女子硬式野球】全国高等学校女子硬式野球連盟は、第25回全国高等学校女子硬式野球選手権大会の決勝戦を阪神甲子園球場でおこなうことを発表[25]。
- 29日 - 【WBSC】WBSCは東京オリンピック野球競技予選のうちアメリカ大陸予選の試合日程を発表した[26]。
- 30日 - 【WBSC】東京オリンピック野球競技アメリカ大陸予選チケットの発売が解禁した[27]。

### 5月
- 1日 - 【独立・四国アイランドリーグplus】徳島インディゴソックスの選手1名に新型コロナウイルス感染症のPCR検査で陽性反応が出たため、当日および翌日の高知対徳島戦を中止すると発表[28][29]。翌日にはPCR検査結果の判明するタイミングの関係で、5月3日の徳島対愛媛戦も中止が決定した[30]。
- 3日 - 【独立・四国アイランドリーグplus】徳島インディゴソックス関係者へのPCR検査の結果、7人の陽性が確認されたことから、リーグは徳島球団の活動を休止し、5月18日までに予定されていた徳島の関係する7試合を新たに中止することを決定した[31]。中止試合の代替については「今後状況を見ながら検討」としている[31]。
- 4日 - 【マイナーリーグ】マイナーリーグベースボール(MiLB)が開幕[32]。
- 11日 - 【独立・ルートインBCリーグ】群馬ダイヤモンドペガサスの関係者1名が発熱したため、同日予定されていた群馬対信濃戦を中止[33]。当該関係者はPCR検査で陰性の結果が出たため、群馬は翌日より活動を再開することになった[34]。
- 13日 - 【独立・四国アイランドリーグplus】愛媛マンダリンパイレーツは、愛媛県の新型コロナウイルス感染症に関する「感染対策期」が5月末まで再延長されたことを受け、5月28日から30日までの主催3試合を無観客で実施すると発表[35]。
- 14日 - 【独立・北海道ベースボールリーグ】北海道ベースボールリーグは、北海道が新型コロナウイルス感染症のまん延防止等重点措置の対象となったことを受け、リーグ戦を今月末まで休止することを発表した[36]。

### 6月
- 1日 - 【独立・北海道ベースボールリーグ】リーグ戦の再開を決定したが、各球団所在地の状況に応じて有観客・無観客の対応を分ける形となる[37]。
- 4日 - 【独立・九州アジアリーグ】火の国サラマンダーズは、元広島東洋カープの小窪哲也との契約合意を発表[38]。
- 19日 - 【独立・四国アイランドリーグplus】香川オリーブガイナーズは、レクザムスタジアムで開催された徳島インディゴソックス戦に4-0で勝利し、3年ぶりとなる前期優勝を達成[39]。

### 7月
- 21日 - 【日本女子プロ野球】日本女子プロ野球機構に所属していた3人の選手が退団を発表して所属選手がなくなり、事実上活動を停止した[40]。

### 8月
- 7日 - 【国際大会】2020年東京オリンピックの野球競技決勝戦が横浜スタジアムで行われ、日本がアメリカに2-0で勝利し、優勝した[41]。
- 12日 - 【独立・ルートインBCリーグ】福島レッドホープスおよび埼玉武蔵ヒートベアーズの関係者に新型コロナウイルス感染症陽性反応者が発生したため、福島については対戦予定の8月25日までの8試合、埼玉については8月13日と14日の2試合を中止（福島の1試合はリーグ規定により引き分け扱い、それ以外は振替実施）すると発表[42][43]。福島は2日後の14日にさらに陽性反応者が複数出たことから休止期間を28日までに延長し、さらに2試合が中止となった[44]。
- 15日 - 【独立・ルートインBCリーグ】埼玉武蔵ヒートベアーズは、新型コロナウイルス感染症対策のため、8月17日から19日まで対戦予定だった3試合を中止（別途振替）すると発表[45]。
- 18日 - 【独立・九州アジアリーグ他】琉球ブルーオーシャンズはチーム関係者への新型コロナウイルス感染症PCRの結果複数の陽性反応者が確認されたことから、9月12日まで活動を自粛すると発表[46]。この影響で、交流戦で琉球と対戦した九州アジアリーグも、全チームの関係者へのPCR検査結果が出るまで活動を自粛すると発表した[47]。
- 20日
  - 【独立・九州アジアリーグ】リーグで実施したPCR検査の結果、火の国サラマンダーズとリーグの関係者に陽性反応者が確認されたことから、濃厚接触者の特定まで活動を自粛すると発表[48]。
  - 【独立・ルートインBCリーグ】神奈川フューチャードリームスのチーム関係者1名に新型コロナウイルス感染症のPCR検査陽性反応が確認されたため、8月23日まで活動を休止、23日までに予定されていた4試合を中止（うち2試合は引き分け扱い、残りは振替実施）と発表[49]。
- 23日 - 【独立・関西独立リーグ】堺シュライクスは前日までに選手4人に新型コロナウイルス感染症陽性反応者が判明したため、9月4日まで活動を停止すると発表[50]。
- 24日 - 【独立・関西独立リーグ】神戸三田ブレイバーズは新型コロナウイルス感染症陽性反応者が4人確認されたため、9月2日まで活動を停止すると発表[51]。
- 27日 - 【独立・関西独立リーグ】堺と神戸の活動休止に伴い、今シーズンの試合数を1カード18試合総当たり（各チーム54試合）から、16試合（各チーム48試合）に減少させることを発表[52]。
- 28日 - 【独立・ルートインBCリーグ】福島レッドホープスは、監督の岩村明憲の体調不良による当面の休養と、総合コーチの星野おさむの監督代行就任を発表[53]。
- 29日
  - 【高校野球】第103回全国高等学校野球選手権大会の決勝が阪神甲子園球場で行われ、智辯和歌山（和歌山）が智辯学園（奈良）に9-2で勝ち2000年夏（第82回）以来21年ぶり3回目の優勝[54]。
  - 【独立・北海道ベースボールリーグ】北海道での新型コロナウイルス緊急事態宣言の影響で、中止試合の代替会場や施設の確保が困難であるとして、この日をもって今シーズンの公式戦を打ち切り、その時点の成績で公式戦の順位を決定すると発表[55]。
  - 【独立・ルートインBCリーグ】新型コロナウイルス感染症予防のため、8月31日以降に予定されていた他地区（東・中）交流戦の開催を、中止済試合の振替分も含めて打ち切ると発表[56]。
- 31日 【独立・日本独立リーグ野球機構】日本独立リーグ野球機構は、「新型コロナウイルスの感染拡大状況や各リーグ、球団の公式戦日程などを総合的に考慮し」、前年に続いてグランドチャンピオンシップの開催を見送ると発表した[57]。

### 9月
- 1日 - 【独立・ルートインBCリーグ】リーグならびに西地区所属の各チーム（富山・石川・福井・滋賀）は、来シーズン西地区各チームがリーグに参加せず、新リーグを結成することを発表した[58][59][60][61][62]。
- 9日 - 【独立・ルートインBCリーグ】埼玉武蔵ヒートベアーズの東地区初優勝が決定[63]。
- 10日 - 【独立・九州アジアリーグ】加盟申請が提出されていた、堀江貴文らによる球団「福岡北九州フェニックス」の加盟承認を発表した[64]。
- 11日
  - 【独立・ルートインBCリーグ】オセアン滋賀ブラックスの西地区初優勝が決定[65]
  - 【独立・四国アイランドリーグplus】後期優勝のマジックナンバーを1としていた高知ファイティングドッグスはソフトバンク3軍との交流戦（タマホームスタジアム筑後）に引分け、12年ぶりの後期優勝を達成[66]。
  - 【独立・九州アジアリーグ】火の国サラマンダーズは、佐伯病院中央スタジアムでおこなわれた対大分B-リングス戦に2対1で勝利し、初のリーグ優勝を達成した[67]。
- 15日
  - 【独立・ルートインBCリーグ】群馬ダイヤモンドペガサスの中地区優勝が決定[68]。
  - 【高校野球】日本高等学校野球連盟は、天理高校の野球部長と監督に厳重注意措置の指導をすると発表した。部員1名がプロ志望届提出前にプロ球団のスカウトと面談していたため[69]。
- 16日  - 【独立・ルートインBCリーグ】西地区所属の各チーム（富山・石川・福井・滋賀）は、来季から新たに「日本海オセアンリーグ」を発足すると発表した[70]。
- 18日 - 【独立・北海道ベースボールリーグ】石狩レッドフェニックスは、美唄市営球場でおこなわれたチャンピオンシップ第2戦で美唄ブラックダイヤモンズに9対5で勝利し、初のリーグ優勝を達成[71]。
- 22日 - 【独立・ルートインBCリーグ】栃木ゴールデンブレーブスは、元ヤクルトスワローズ所属の村中恭兵の現役引退を発表した[72]。
- 25日 - 【独立・四国アイランドリーグplus】香川オリーブガイナーズは高知市野球場でおこなわれたリーグチャンピオンシップ第2戦で高知ファイティングドッグスに8対4で勝利し、対戦成績を2勝0敗として、3年ぶり7回目の年間総合優勝を達成[73]。
- 29日 - 【独立・北海道ベースボールリーグ】2022年から参加予定の砂川市を本拠とする新球団の名称が「すながわリバーズ」となることが、球団設立準備団体より発表される[74]。

### 10月
- 4日 - 【独立・ルートインBCリーグ】群馬ダイヤモンドペガサスは、高崎市城南野球場でおこなわれたオセアン滋賀ブラックスとのプレーオフシリーズ決勝ラウンド第4戦に10対1で勝利し、対戦成績を3勝1敗として[75]、3年ぶり5回目の年間総合優勝を達成した[76]。
- 6日 - 【独立・北海道ベースボールリーグ】美唄ブラックダイヤモンズ・石狩レッドフェニックス・士別サムライブレイズの3球団が9月30日をもってリーグを脱退し、2022年度は残った富良野ブルーリッジに加えて新加入のすながわリバーズ、滝川市の新球団の3チームで活動することを発表[77]。一方脱退した3球団は、日本独立リーグ野球機構 (IPBL)への加入を視野に入れた新リーグの結成を表明した[78]。
- 8日
  - 【独立・九州アジアリーグ】火の国サラマンダーズは、投手GMの馬原孝浩が監督（GM補佐兼任）に就任することを発表[79]。
  - 【独立・ルートインBCリーグ】 茨城アストロプラネッツは、来シーズンの監督としてヘッドコーチの松坂賢の就任を発表した[80]。
- 16日 - 【大学野球・関甲新学生野球連盟】 新潟医療福祉大学の桐敷拓馬が対平成国際大学戦でリーグ史上初の完全試合を達成[81]。
- 21日
  - 【独立・九州アジアリーグ】 大分B-リングスは2022年の体制を発表し、従来監督だった廣田浩章がGM兼投手コーチに移り、選手兼任コーチだった小野真悟が監督に、また新井勝也が選手兼任コーチにそれぞれ就任することを発表[82]。
  - 【独立・九州アジアリーグ】 福岡北九州フェニックスは、投手コーチに元東京ヤクルトスワローズ選手の寺原隼人の就任を発表[83]。
- 26日
  - 【独立・日本海オセアンリーグ】 福井県の加盟球団名が「福井ネクサスエレファンツ」となること、また球団の会長兼ゼネラルマネージャーに元オリックス・バファローズ監督の西村徳文が就任することを発表[84][85]。
  - 【独立・関西独立リーグ】 優勝マジックを1としていた堺シュライクスは、大阪市南港中央野球場でおこなわれた対和歌山ファイティングバーズ戦に10対3で勝利し、2年連続でのリーグ優勝を達成[86][87]。
- 30日 - 【独立・日本海オセアンリーグ】 福井ネクサスエレファンツの監督に、元オリックス・ブルーウェーブの南渕時高が就任すると発表される[88]。

### 11月
- 1日 - 【独立・北海道ベースボールリーグ】2022年シーズンから加入する滝川市の新球団設立準備団体が、球団名を「滝川プレインウィンズ」と発表[89]。
- 5日 - 【独立・北海道フロンティアリーグ】北海道ベースボールリーグを脱退した3球団（美唄・士別・石狩）が結成する新リーグの名称が「北海道フロンティアリーグ」に決まったことが同日開催されたリーグ設立記者会見で発表される[90][91]。
- 7日 - 【独立・ルートインBCリーグ】神奈川フューチャードリームスは、前横浜DeNAベイスターズコーチの川村丈夫が、DeNAから派遣という形で監督に就任することを発表した[92]。
- 10日 - 【高校】日本高等学校野球連盟は評議員会と理事会を開き、今月末で退任する八田英二会長の後任に、寶馨京都大学大学院総合生存学館教授、元京都大学野球部監督を選出[93]。
- 11日
  - 【独立・ルートインBCリーグ】ベースボール・チャレンジ・リーグは、8球団となる2022年の運営体制について、「North Division（北地区）」（旧・中地区に相当）と「South Division（南地区）」（旧・東地区に相当）の2地区とすることを発表した[94]。
  - 【独立・四国アイランドリーグplus】愛媛マンダリンパイレーツは、2022年の投手コーチに、2021年で現役を引退した平井諒と、現役選手の正田樹が就任（正田は選手兼任）すると発表した[95][96]。
- 12日 - 【独立・関西独立リーグ】06BULLSは、2022年の投手コーチに元横浜DeNAベイスターズの藤井秀悟がGM補佐兼任で就任すると発表した[97][98]。
- 17日 - 【独立・九州アジアリーグ】福岡北九州フェニックスは、来シーズンの監督に元阪神タイガース選手（2021年は栃木ゴールデンブレーブスに所属）の西岡剛が選手兼任で、またヘッドコーチに前茨城アストロプラネッツ監督のジョニー・セリスが、それぞれ就任することを発表した[99]。
- 20日 - 【独立・関西独立リーグ】神戸三田ブレイバーズは、12月1日より球団名を「兵庫ブレイバーズ」に変更することを発表した[100]。
- 22日 - 【高校野球】ファイターズスポーツ&エンターテイメント及び北海道高等学校野球連盟は、2023年に北海道北広島市に開業するプロ野球・北海道日本ハムファイターズの新本拠地となる「エスコンフィールドHOKKAIDO」で夏季高校野球南北北海道大会の準決勝と決勝の合わせて6試合を行うことを発表[101]。
- 【独立・日本海オセアンリーグ】来シーズンからリーグに参加する滋賀球団（ルートインBCリーグ時代はオセアン滋賀ブラックス）の名称が「滋賀GOブラックス」となることを発表[102]。

### 12月
- 2日 - 【日本代表】退任した稲葉篤紀前日本代表の後任に、今季まで北海道日本ハムファイターズ一軍監督を務めた栗山英樹が就任したことを発表[103]。
- 3日 - 【独立・ルートインBCリーグ】福島レッドホープスは、今季まで東北楽天ゴールデンイーグルス二軍投手コーチを務めた館山昌平が投手チーフコーチに就任したことを発表[104]。
- 12日 - 【独立・北海道フロンティアリーグ】士別サムライブレイズは、来シーズンの監督として元オリックス・バファローズのトニ・ブランコが選手兼任で就任することを発表した[105]。
- 21日 - 【独立・ルートインBCリーグ】埼玉武蔵ヒートベアーズは、今季選手として入団した由規が来季から投手コーチを兼任することを発表[106]。
- 29日 - 【独立・ルートインBCリーグ】群馬ダイヤモンドペガサスは、刑事事件を起こして逮捕された選手の契約を前日付で解除したと発表した[107]。
- 30日 - 【日本女子プロ野球】日本女子プロ野球機構は「役目は終わった」として無期限の活動休止を発表した[108]。

## 競技結果

### 独立リーグ

#### 四国アイランドリーグplus
※四国アイランドリーグplusの結果
|      | 前期                       | 前期 | 前期 | 前期 | 前期 | 前期 | 後期                       | 後期 | 後期 | 後期 | 後期 | 後期 |
| 順位 | 球団                       | 勝   | 敗   | 分   | 勝率 | 差   | 球団                       | 勝   | 敗   | 分   | 勝率 | 差   |
| ---- | -------------------------- | ---- | ---- | ---- | ---- | ---- | -------------------------- | ---- | ---- | ---- | ---- | ---- |
| 優勝 | 香川オリーブガイナーズ     | 22   | 9    | 3    | .710 | -    | 高知ファイティングドッグス | 22   | 8    | 4    | .733 | -    |
| 2位  | 高知ファイティングドッグス | 19   | 12   | 3    | .613 | 3.0  | 香川オリーブガイナーズ     | 15   | 15   | 3    | .500 | 7.0  |
| 3位  | 徳島インディゴソックス     | 15   | 17   | 2    | .469 | 4.5  | 徳島インディゴソックス     | 12   | 18   | 4    | .400 | 3.0  |
| 4位  | 愛媛マンダリンパイレーツ   | 5    | 26   | 3    | .161 | 9.5  | 愛媛マンダリンパイレーツ   | 8    | 20   | 6    | .286 | 3.0  |

##### リーグチャンピオンシップ
- 9月24日（レクザムスタジアム）、25日（高知市野球場）

第1戦 香川 1x -  0 高知
第2戦 香川 8 - 4 高知
（香川は3年ぶり7回目の総合優勝）

#### ベースボール・チャレンジ・リーグ
※ベースボール・チャレンジ・リーグの結果
| 東地区 | 東地区                       | 東地区 | 東地区 | 東地区 | 東地区 | 東地区 |
| 順位   | 球団                         | 勝     | 敗     | 分     | 勝率   | 差     |
| ------ | ---------------------------- | ------ | ------ | ------ | ------ | ------ |
| 優勝   | 埼玉武蔵ヒートベアーズ       | 30     | 22     | 5      | .600   | -      |
| 2位    | 栃木ゴールデンブレーブス     | 31     | 23     | 6      | .574   | 1.5    |
| 3位    | 神奈川フューチャードリームス | 26     | 25     | 7      | .510   | 3.5    |
| 4位    | 茨城アストロプラネッツ       | 22     | 35     | 8      | .386   | 7.0    |

| 中地区 | 中地区                                   | 中地区 | 中地区 | 中地区 | 中地区 | 中地区 |
| 順位   | 球団                                     | 勝     | 敗     | 分     | 勝率   | 差     |
| ------ | ---------------------------------------- | ------ | ------ | ------ | ------ | ------ |
| 優勝   | 群馬ダイヤモンドペガサス                 | 39     | 19     | 9      | .672   | -      |
| 2位    | 信濃グランセローズ                       | 36     | 20     | 8      | .643   | 2.0    |
| 3位    | 新潟アルビレックス・ベースボール・クラブ | 22     | 42     | 3      | .344   | 18.0   |
| 4位    | 福島レッドホープス                       | 17     | 40     | 4      | .298   | 1.5    |

| 西地区 | 西地区                 | 西地区 | 西地区 | 西地区 | 西地区 | 西地区 |
| 順位   | 球団                   | 勝     | 敗     | 分     | 勝率   | 差     |
| ------ | ---------------------- | ------ | ------ | ------ | ------ | ------ |
| 優勝   | オセアン滋賀ブラックス | 37     | 20     | 10     | .649   | -      |
| 2位    | 富山GRNサンダーバーズ  | 36     | 26     | 6      | .581   | 3.5    |
| 3位    | 石川ミリオンスターズ   | 25     | 34     | 12     | .424   | 9.5    |
| 4位    | 福井ワイルドラプターズ | 21     | 39     | 12     | .350   | 4.5    |

##### プレーオフシリーズ
- 準決勝ラウンド
  - ラウンドA 第1戦9月19日、第2戦9月20日、第3戦9月22日（高崎市城南野球場）

第1戦 群馬4 - 3信濃
第2戦 信濃6 - 5群馬
第3戦 群馬5x- 4信濃
  - ラウンドB 第1戦9月19日（守山市民球場）、第2戦9月21日、第3戦9月22日（滋賀県立彦根球場）

第1戦 滋賀5 - 5埼玉
第2戦 埼玉4 - 2滋賀
第3戦 滋賀14 - 1埼玉
※ラウンドBは予備日程が残っておらず、得失点差で滋賀が決勝進出。
- 決勝ラウンド
  - 第1戦9月26日、第2戦9月28日（滋賀県立彦根球場）、第3戦10月2日、第4戦10月4日（高崎市城南野球場）

第1戦 滋賀7 - 0群馬
第2戦 群馬9 - 6滋賀
第3戦 群馬9 - 4滋賀
第4戦 群馬10 - 1滋賀

（群馬は3年ぶり5回目の総合優勝）

#### 九州アジアリーグ
※九州アジアリーグの結果
| 年間 | 年間                 | 年間 | 年間 | 年間 | 年間 | 年間 |
| 順位 | 球団                 | 勝   | 敗   | 分   | 勝率 | 差   |
| ---- | -------------------- | ---- | ---- | ---- | ---- | ---- |
| 優勝 | 火の国サラマンダーズ | 23   | 9    |      | .719 | -    |
| 2位  | 大分B-リングス       | 9    | 23   |      | .281 | 14.0 |

（熊本は初優勝）

#### グランドチャンピオンシップ
※グランドチャンピオンシップの結果
今シーズンは中止。

#### 関西独立リーグ
※関西独立リーグの結果
| 年間 | 年間                       | 年間 | 年間 | 年間 | 年間 | 年間 |
| 順位 | 球団                       | 勝   | 敗   | 分   | 勝率 | 差   |
| ---- | -------------------------- | ---- | ---- | ---- | ---- | ---- |
| 優勝 | 堺シュライクス             | 23   | 20   | 5    | .535 | -    |
| 2位  | 和歌山ファイティングバーズ | 23   | 22   | 3    | .511 | 1.0  |
| 3位  | 神戸三田ブレイバーズ       | 21   | 22   | 5    | .488 | 1.0  |
| 4位  | 06BULLS                    | 20   | 23   | 5    | .465 | 1.0  |

（堺は2年連続2回目の優勝）

#### 北海道ベースボールリーグ
※北海道ベースボールリーグの結果
リーグ戦
| 年間 | 年間                     | 年間 | 年間 | 年間 | 年間 | 年間 |
| 順位 | 球団                     | 勝   | 敗   | 分   | 勝率 | 差   |
| ---- | ------------------------ | ---- | ---- | ---- | ---- | ---- |
| 優勝 | 石狩レッドフェニックス   | 29   | 5    | 3    | .853 | -    |
| 2位  | 美唄ブラックダイヤモンズ | 19   | 13   | 4    | .594 | 9.0  |
| 3位  | 士別サムライブレイズ     | 12   | 23   | 4    | .343 | 8.5  |
| 4位  | 富良野ブルーリッジ       | 7    | 26   | 5    | .212 | 4.5  |

- クライマックスシリーズ（9月15日）

石狩11 - 4 富良野（石狩青葉公園球場）
美唄7x - 6 士別（美唄市営球場、8回日没コールド）
- HBLチャンピオンシップ第1戦9月17日（石狩青葉公園球場）、第2戦9月18日（美唄市営球場）

石狩6 - 5 美唄
石狩9 - 5 美唄
（石狩は初優勝）

### 社会人野球
- 第46回社会人野球日本選手権大会（6月29日 - 7月4日：ほっともっとフィールド神戸・（7月9日 - 7月14日：京セラドーム大阪）

決勝：大阪ガス（前回優勝） 4 - 2三菱重工East（北海道大会優勝）（2大会連続2回目）
- 第92回都市対抗野球大会（11月28日 - 12月9日：東京ドーム）

決勝：東京ガス（東京都） 6 - 5ホンダ熊本（大津町）（初優勝）
- 天皇賜盃第76回全日本軟式野球大会ENEOSトーナメント（10月15日 - 20日、スリーボンドスタジアム八王子他）

決勝：大阪シティ信用金庫 （大阪）1 - 0 キャプティ （開催地）（15年ぶり4度目）

### 大学野球
- 第70回全日本大学野球選手権記念大会（6月7日 - 13日：神宮球場、東京ドーム）

決勝 慶大（東京六大学） 13 - 2 福井工大（北陸）
（慶應大学は34年ぶり4回目の優勝）
- 明治神宮野球大会（11月20日 - 25日：神宮球場）

決勝 中央学院大（関東五連盟第一・千葉） 9 - 8 慶応大（東京六大学）
（中央学院大学は初優勝）
- 各大学リーグ結果（太字は大学選手権、明治神宮大会出場権を得た大学）
  - 北海道学生野球連盟
1部春季優勝：東農大北海道オホーツク
2部春季優勝：開催休止
1部秋季優勝：東農大北海道オホーツク
2部秋季優勝：開催休止
  - 札幌学生野球連盟
1部春季優勝：北海学園大
2部春季優勝：北大
3部春季優勝：北星学園大
1部秋季優勝：東海大札幌
2部秋季優勝：北大
3部秋季優勝：北海道医大
  - 北東北大学野球連盟
1部春季優勝：富士大
2部春季優勝：盛岡大
3部春季優勝：秋田県立大
1部秋季優勝：富士大
2部秋季優勝：八戸工大
3部秋季優勝：秋田県立大学
  - 仙台六大学野球連盟
春季優勝：東北福祉大
秋季優勝：仙台大
  - 南東北大学野球連盟
1部春季優勝：石巻専大
1部秋季優勝：東日本国際大
    - 関東地区大学野球選手権大会優勝（関東五連盟第1）：

  - 千葉県大学野球連盟
1部春季優勝：国際武道大
2部春季優勝：千葉経大
3部春季優勝：秀明大
1部秋季優勝：中央学院大
2部秋季優勝：帝京平成大
3部秋季優勝：千葉大
  - 関甲新学生野球連盟
1部春季優勝：上武大
2部春季優勝：常磐大
1部秋季優勝：上武大
2部東地区秋季優勝：作新学院大
2部西地区秋季優勝：新潟大
  - 東京新大学野球連盟
1部春季優勝：共栄大
2部春季優勝：東京学芸大
3部春季優勝：淑徳大埼玉キャンパス
4部春季優勝：東京工科大、電気通信大（同率優勝）
1部秋季優勝：流経大
2部秋季優勝：東京都立大
3部秋季優勝：東京外国語大
4部秋季優勝：東京工科大
  - 東京六大学野球連盟
春季優勝：慶大
秋季優勝：慶大 
  - 東都大学野球連盟
1部春季優勝：國學院大
2部春季優勝：日大
3部春季優勝：学習院大
4部春季優勝：東京都市大
1部秋季優勝：國學院大
2部秋季優勝：拓殖大
3部秋季優勝：大正大
4部秋季優勝：東工大
  - 首都大学野球連盟
1部春季優勝：桜美林大
2部春季優勝：明星大
1部秋季優勝：東海大
2部秋季優勝：獨協大
  - 神奈川大学野球連盟
1部春季優勝：桐蔭横浜大
2部春季優勝：横浜国立大
1部秋季優勝：神奈川大
2部秋季優勝：横浜国立大
  - 愛知大学野球連盟
1部春季優勝：名城大
2部春季優勝：愛産大
3部春季優勝：愛教大
    - 東海・北陸・愛知三連盟王座決定戦

1部秋季優勝：中京大
2部秋季優勝：日本福祉大
3部秋季優勝：南山大
  - 東海地区大学野球連盟
    - 岐阜学生野球連盟春季優勝：中部学院大（新型コロナウイルスの感染者が出たため代表決定戦出場辞退）岐阜学生野球連盟代表：岐阜聖徳学園大
    - 三重学生野球連盟春季優勝：皇學館大
    - 静岡学生野球連盟春季優勝：日本大学国際関係学部
    - 岐阜学生野球連盟秋季優勝：中部学院大
    - 三重学生野球連盟秋季優勝：南山大
    - 静岡学生野球連盟秋季優勝：静岡大

  - 北陸大学野球連盟
1部春季優勝：福井工大
2部春季優勝：高岡法科大
1部秋季優勝：福井工大
2部秋季優勝：金沢工大
  - 関西学生野球連盟
春季優勝：関学大
秋季優勝：関西大
  - 関西六大学野球連盟
春季優勝：大商大
秋季優勝：龍谷大
  - 阪神大学野球連盟
1部春季優勝：天理大
2部東リーグ春季優勝：関西外大
2部西リーグ春季優勝：姫路獨協大
1部秋季優勝：天理大
2部東リーグ秋季優勝：関西外大
2部西リーグ秋季優勝：関西福祉大
  - 近畿学生野球連盟
1部春季優勝：和歌山大
2部春季優勝：新型コロナウイルス感染拡大による緊急事態宣言発出の為優勝校無し、途中打ち切り
3部春季優勝：同上
1部秋季優勝：神戸大
2部秋季優勝：大阪観光大
3部秋季優勝：奈良教育大
  - 京滋大学野球連盟
1部春季優勝：佛教大
2部春季優勝：新型コロナウイルス感染拡大による緊急事態宣言発出の為優勝校無し、途中打ち切り
1部秋季優勝：佛教大
2部秋季優勝：京都教育大
  - 広島六大学野球連盟
春季優勝：広経大
秋季優勝：近大工学部
  - 中国地区大学野球連盟
1部春季優勝：東亜大
2部春季優勝：至誠館大
3部春季優勝：広島国際大
4部春季優勝：倉敷芸術科学大
1部秋季優勝：環太平洋大
2部秋季優勝：吉備国際大
3部秋季優勝：鳥取大
4部秋季優勝：倉敷芸術科学大
  - 四国地区大学野球連盟
1部春季優勝：松山大　
2部春季優勝：新型コロナウイルス感染拡大により中止
1部秋季優勝：高知工科大
2部秋季優勝：香川大
  - 九州六大学野球連盟
春季優勝：福岡大
秋季優勝：北九州市立大
  - 福岡六大学野球連盟
春季優勝：九産大
秋季優勝：九産大
  - 九州地区大学野球連盟
    - 北部九州ブロック1部春季優勝：西日本工大
    - 北部九州ブロック2部春季優勝：長崎国際大
    - 北部九州ブロック1部秋季優勝：日本文理大
    - 北部九州ブロック2部秋季優勝：立命館アジア太平洋大
    - 九州地区大学野球選手権南部九州ブロック大会：
    - 熊本県支部春季優勝：東海大学九州キャンパス
    - 宮崎県支部春季優勝：宮崎産業経営大
    - 鹿児島県支部春季優勝：鹿屋体育大
    - 沖縄県支部春季優勝：沖縄大
    - 熊本県支部秋季優勝：東海大九州キャンパス
    - 宮崎県支部秋季優勝：九州保健福祉大
    - 鹿児島県支部秋季優勝：鹿児島国際大
    - 沖縄県支部秋季優勝：名桜大

### 高校野球

#### 男子
- 第93回選抜高等学校野球大会（3月19日 - 4月1日、阪神甲子園球場）

決勝：東海大相模（関東・神奈川）3 - 2 明豊（九州・大分）
東海大相模は10年ぶり3度目の優勝
- 第103回全国高等学校野球選手権大会（8月10日 - 29日、阪神甲子園球場）

決勝：智弁和歌山（和歌山） 9 - 2 智弁学園（奈良）
智弁和歌山は21年ぶり3度目の優勝
- 第66回 全国高等学校軟式野球選手権大会（8月25日 - 30日、明石トーカロ球場他）

決勝：作新学院（北関東・栃木） 1 - 0 中京（東海・岐阜）
作新学院は6年ぶり10回目の優勝
- 第76回国民体育大会（開催地・三重県）
  - 新型コロナウイルス感染拡大問題を受け、開催中止[115]。
- 明治神宮野球大会高校の部

決勝：大阪桐蔭（近畿・大阪）11 - 7 広陵（中国・広島）
大阪桐蔭は初優勝

#### 女子
- 第22回　全国高等学校女子硬式野球選抜大会（3月27日 - 4月2日、加須きずなスタジアム 他）

決勝：開志学園（新潟）5 - 3 履正社（大阪）
開志学園は初優勝
- 第25回 全国高等学校女子硬式野球選手権大会 （7月24日 - 8月1日、つかさグループいちじま球場他、決勝は8月23日、阪神甲子園球場）

決勝：神戸弘陵（兵庫）4 - 0 高知中央（高知）
神戸弘陵は5年ぶり2度目の優勝

## 死去

### 1月
- 4日 - トム・アッカー：シンシナティ・レッズ投手（* 1930年）[119]
- 6日 - 田所善治郎：国鉄スワローズ投手（* 1934年）[120]
- 7日 - トミー・ラソーダ：ロサンゼルス・ドジャース監督、MLBワールドシリーズ優勝2回、2000年シドニー五輪アメリカ代表監督として金メダル、アメリカ野球殿堂、カナダ野球殿堂（* 1927年）[121]
- 10日 - ペドロ・ゴンザレス（英語版）：ニューヨーク・ヤンキース他、二塁手（* 1937年）[122]
- 14日
  - ロン・サムフォード（英語版）：ニューヨーク・ジャイアンツ他、遊撃手（* 1930年）[123]
  - ジョン・ラロース（英語版）：ボストン・レッドソックス投手（* 1951年）[124]
- 18日 - ドン・サットン：ロサンゼルス・ドジャース他、投手、元スポーツキャスター、アメリカ野球殿堂、通算324勝（* 1945年）[125]
- 20日 - マイク・サデック（英語版）：サンフランシスコ・ジャイアンツ捕手（* 1946年）[126]
- 22日 - ハンク・アーロン：ミルウォーキー・ブレーブス外野手、MLB通算755本塁打（歴代2位）、2297打点（歴代1位）、アメリカ野球殿堂（* 1934年）[127]
- 23日 - ポール・ホイタック：中日ドラゴンズ、デトロイト・タイガース他、投手、MLB通算86勝（* 1930年）[128][129]
- 25日 - ディック・スミス（英語版）：ピッツバーグ・パイレーツ三塁手（* 1926年）[130]
- 26日
  - 千葉功：プロ野球公式記録員、パシフィック・リーグ記録部長（* 1935年）[131]
  - ロン・ジョンソン（英語版）：カンザスシティ・ロイヤルズ、モントリオール・エクスポズ、一塁手、マイナーリーグ指導者（* 1956年）[132]
- 31日 - 高橋里志：南海ホークス、広島東洋カープ、日本ハムファイターズ、近鉄バファローズ投手、1977年最多勝 （* 1948年）[133]

### 2月
- 2日 - グラント・ジャクソン：ピッツバーグ・パイレーツ他、投手、オールスターゲーム1回、通算86勝（* 1942年）[134]
- 3日 - ウェイン・テルヴィーガー（英語版）：ワシントン・セネタース他、二塁手（* 1925年）[135]
- 4日 - ハイ・コーエン（英語版）：シカゴ・カブス投手、教師、野球指導者（* 1931年）[136]
- 7日 - ペドロ・ゴメス（英語版）：スポーツジャーナリスト、リポーター、野球記者（* 1962年）[137]
- 8日 - スタンリー・パリス：東京オリオンズ他、外野手、一塁手（* 1930年）[138]
- 10日 - ビリー・コニグリアロ（英語版）：ボストン・レッドソックス他、外野手、トニー・コニグリアロの弟、「トニー・コニグリアロ賞」選考委員（* 1947年）[139]
- 11日 - ウィン・ホーキンス（英語版）：クリーブランド・インディアンス投手（* 1936年）[140]
- 16日
  - ルー・クロース・ジュニア（英語版）：オークランド・アスレチックス、ミルウォーキー・ブルワーズ他、投手（* 1943年）[141]
  - エンジェル・マングアール（英語版）：オークランド・アスレチックス他、外野手、ワールドシリーズ3年連続優勝（* 1947年）[142]
- 18日
  - 箱田淳：国鉄スワローズ、大洋ホエールズ内野手、投手、1954年ベストナイン（* 1932年）[143]
  - フアン・ピサロ（英語版）：シカゴ・ホワイトソックス他、投手、オールスターゲーム出場2回、通算131勝（* 1937年）[144][145]
- 20日
  - スタン・ウィリアムズ：ロサンゼルス・ドジャース他、投手、コーチ、オールスターゲーム出場2回、ワールドシリーズ優勝2回（* 1936年）[146]
  - 安田猛：ヤクルトスワローズ投手、コーチ、連続イニング無四球81イニング（NPBシーズン記録）（* 1947年）[147]
- 22日 - 会田照夫：ヤクルトスワローズ投手（* 1947年）[148]
- 25日 - 渡部弘：東京巨人軍内野手（* 1924年）[149]

### 3月
- 3日
  - ジョー・アルトベリ（英語版）：クリーブランド・インディアンス他、一塁手、コーチ、ボルチモア・オリオールズ元監督（* 1932年）[150]
  - 三宅秀史：阪神タイガース内野手、コーチ、連続700試合フルイニング出場（2021年時点でNPB歴代3位）（* 1934年）[151]
- 5日 - ドン・ジャイル（英語版）：ボストン・レッドソックス、一塁手、捕手（* 1935年）[152]
- 8日
  - ノーム・シェリー（英語版）：ロサンゼルス・ドジャース他、捕手、コーチ（* 1931年）[153]
  - レアール・コーミエ：セントルイス・カージナルス、フィラデルフィア・フィリーズ他、投手、カナダ野球殿堂、通算71勝（* 1967年）[154]
- 9日 - ジム・スナイダー（英語版）：ミネソタ・ツインズ二塁手、コーチ（* 1932年）[155]
- 14日
  - クート・ビール（英語版）：デトロイト・タイガース遊撃手（* 1932年）[156]
  - フランキー・デラクルーズ：東京ヤクルトスワローズ投手（* 1984年）[157]
- 17日 - エド・アームブリスター（英語版）：シンシナティ・レッズ外野手、ワールドシリーズ優勝2回（* 1948年）[158]
- 25日
  - ボビー・ブラウン（英語版）：ニューヨーク・ヤンキース三塁手、ワールドシリーズ優勝4回、アメリカン・リーグ元会長（* 1924年）[159]
  - ジョー・カニンガム（英語版）：セントルイス・カージナルス他、一塁手、右翼手、オールスターゲーム出場2回、通算980安打（* 1931年）[160]
  - トム・ヒルゲンドルフ（英語版）：クリーブランド・インディアンス他、投手（* 1942年）[161]
  - ランディ・テイト（英語版）：ニューヨーク・メッツ投手（* 1952年）[162]
- 26日 - マイク・ベル（英語版）：シンシナティ・レッズ三塁手、ミネソタ・ツインズベンチコーチ（* 1974年）[163]
- 30日 - チャック・シリング（英語版）：ボストン・レッドソックス二塁手（* 1937年）[164]
- 31日 - ケン・ライツ（英語版）：セントルイス・カージナルス他、三塁手（* 1951年）[165]

### 4月
- 4日 - 垣野多鶴：三菱ふそう川崎、NTT東日本監督、2006年アジア競技大会野球日本代表監督（* 1951年）[166]
- 7日 - ジャック・スミス（英語版）：ロサンゼルス・ドジャース、ミルウォーキー・ブルワーズ、投手（* 1935年）[167]
- 20日 - トム・ロブソン：テキサス・レンジャーズ、南海ホークス、千葉ロッテマリーンズなどに所属（* 1946年）[168][169]
- 22日 - エイドリアン・ギャレット：広島東洋カープ外野手、1978年のオールスターゲームで1試合3本塁打を記録（* 1943年）[170]

### 5月
- 3日 - ハル・ブリーデン：阪神タイガース内野手（* 1944年）[171]
- 4日 - レイ・ミラー（英語版）：ボルチモア・オリオールズ、ピッツバーグ・パイレーツ他、監督、コーチ（* 1945年）[172]
- 5日 - デル・クランドール：ミルウォーキー・ブレーブス捕手、オールスターゲーム11回、ゴールドグラブ賞4回、ミルウォーキー・ブルワーズ、シアトル・マリナーズ監督（* 1930年）[173]
- 10日 - リッチー・シェインブラム：広島東洋カープ外野手、NPBでの登録名は「シェーン」（* 1942年）[174]
- 12日 - イヒニオ・ベレス：野球キューバ代表監督、キューバ野球連盟会長（* 1947年）[175]
- 14日 - 平山英雄：阪神タイガース、ロッテオリオンズ投手（* 1949年）[176]
- 18日 - レニー・ステネット（英語版）：ピッツバーグ・パイレーツ他、二塁手、延長なしの1試合7打数7安打MLB記録保持者（* 1949年）[177]
- 20日 - フィル・ロンバルディ（英語版）：ニューヨーク・ヤンキース、ニューヨーク・メッツ、捕手（* 1963年）[178]
- 22日 - ジョー・ベックウィズ（英語版）：ロサンゼルス・ドジャース、カンザスシティ・ロイヤルズ、投手（* 1955年）[179]
- 26日 - ジョー・アルトベッリ（英語版）：クリーブランド・インディアンス他、一塁手、ボルチモア・オリオールズの監督として1983年のワールドシリーズで（* 1932年）[180]

### 6月
- 1日 - マイク・マーシャル：モントリオール・エクスポズ、ロサンゼルス・ドジャース他、投手、サイヤング賞1回、最多セーブ3回、最優秀救援投手賞3回、MLBシーズン最多登板記録保持者（106試合登板）（* 1943年）[181][182]
- 2日 - 中村稔：読売ジャイアンツ投手、読売ジャイアンツ・ロッテオリオンズコーチ（* 1938年）[183]
- 3日 - ティム・トルマン（英語版）：ヒューストン・アストロズ他、外野手、コーチ（* 1956年）[184]
- 12日 - マドキャット・グラント（英語版）：ミネソタ・ツインズ他、投手、最多勝利1回、オールスターゲーム2回、通算145勝（* 1935年）[185]
- 30日 - 大島康徳：中日ドラゴンズ、日本ハムファイターズ内野手、日本ハム監督（* 1950年）[186]

### 7月
- 10日 - ディック・ティドロー（英語版）：ニューヨーク・ヤンキース他、投手、通算100勝（* 1947年）[187]
- 23日 - 川根康久：南海ホークス投手（* 1962年）[188]
- 27日 - 若生正廣：高校野球指導者、東北高等学校野球部元監督（* 1950年）[189]

### 8月
- 3日
  - 木下雄介：中日ドラゴンズ投手（* 1993年）[190]
  - 大隅正人：読売ジャイアンツ、中日ドラゴンズ、阪急ブレーブス投手、一塁手、外野手（* 1948年）[191]
- 4日 - J.R.リチャード：ヒューストン・アストロズ投手、最優秀防御率1回、最多奪三振2回、オールスターゲーム1回、通算107勝（* 1950年）[192]
- 6日 - 竹田晃：元東京大学運動会硬式野球部監督、アマチュア野球選手（* 1930年）[193]
- 7日 - ジョニー・グロス（英語版）：デトロイト・タイガース他、外野手、通算1064安打（* 1926年）[194]
- 19日 - ビル・フリーハン：デトロイト・タイガース捕手、オールスターゲーム11回、ゴールドグラブ賞5回、通算1591安打、200本塁打（* 1941年）[195]
- 23日 - 三輪悟：西鉄ライオンズ、広島東洋カープ投手（* 1945年）[196]
- 30日 - 王光輝（英語版）：兄弟エレファンツ一塁手、監督（* 1964年）[197]

### 9月
- 15日 - 平山智：広島カープ外野手（* 1930年）[198]
- 28日 - 髙嶋徹：オリックス・ブレーブス、大阪近鉄バファローズ捕手（* 1970年）[199]

### 10月
- 4日 - エディ・ロビンソン (野球)（英語版）：シカゴ・ホワイトソックス他、一塁手、オールスターゲーム4回、通算1146安打（* 1920年）[200]
- 13日 - レイ・フォッセ（英語版）：クリーブランド・インディアンス他捕手、オールスターゲーム2回、ゴールドグラブ賞2回、通算758安打（* 1947年）[201]
- 30日 - ジェリー・レミー（英語版）：ボストン・レッドソックス他、二塁手、通算1226安打、レッドソックス専属解説者（* 1952年）[202]

### 11月
- 8日 - ペドロ・フェリシアーノ：福岡ソフトバンクホークス、ニューヨーク・メッツ投手（* 1976年）[203]
- 12日 - 古葉竹識：広島東洋カープ内野手、広島、大洋ホエールズ監督、広島でリーグ優勝4回、日本一3回達成（* 1936年）[204]
- 15日 - フリオ・ルーゴ：ボストン・レッドソックス他、内野手（* 1975年）[205]
- 22日 - ダグ・ジョーンズ：クリーブランド・インディアンス他、投手、通算303セーブ（* 1957年）[206]
- 23日 - ビル・バードン（英語版）：ピッツバーグ・パイレーツ他、外野手、新人王、ゴールドグラブ賞1回、通算1596安打、ヒューストン・アストロズ他、監督、通算995勝（* 1931年）[207]
- 29日 - ラマー・ホイト：シカゴ・ホワイトソックス他、投手、サイ・ヤング賞1回、最多勝利2回、MLBオールスターゲーム最優秀選手賞1回、通算98勝（* 1955年）[208]
- 30日 - 加藤克巳：読売ジャイアンツ捕手、スカウト（* 1935年）[209]

### 12月
- 5日 - 穴見寛：元東海大学付属相模高等学校・東海大学第五高等学校硬式野球部監督（* 1947年）[210]
- 6日 - 片岡宏雄：中日ドラゴンズ、国鉄スワローズ捕手、ヤクルトスワローズスカウト（* 1936年）[211]
- 7日 - 倉田誠：読売ジャイアンツ、ヤクルトスワローズ投手（* 1946年）[212]
- 16日 - アンドレス・メレンデス：クリーブランド・ガーディアンズ傘下所属捕手（* 2001年）[213]
- 21日 - キメラ・バーティー（英語版）：デトロイト・タイガース他（* 1972年）[214]
- 2021年に亡くなったMLBの選手および監督の一覧[215]